# Mateusz Komar
Mateusz Komar (Słubice, 18 de juliol de 1985) és un ciclista polonès, professional des del 2007. Actualment corre a l'equip Vosters Uniwheels Team.

## Palmarès
- 2006
  - 1r a la Polònia-Ucraïna
  - 1r al Gran Premi Jasnej Góry
- 2007
  - 1r al Małopolski Wyścig Górski i vencedor d'una etapa
  - Vencedor d'una etapa del Szlakiem walk Major Hubal
- 2009
  - Vencedor d'una etapa del Bałtyk-Karkonosze Tour
- 2011
  - Vencedor d'una etapa de la Dookoła Mazowsza
- 2012
  - Vencedor d'una etapa del Bałtyk-Karkonosze Tour
- 2013
  - Vencedor d'una etapa de la Volta al Marroc
- 2015
  -  Campió de Polònia en critèrium
- 2016
  - 1r a la Korona Kocich Gór
  - Vencedor d'una etapa del Małopolski Wyścig Górski
- 2017
  - 1r a la Cursa de Solidarność i els Atletes Olímpics i vencedor d'una etapa